# Jose Rizal Memorial Protected Landscape
Das Naturschutzgebiet Jose Rizal Memorial Protected Landscape liegt in der Provinz Zamboanga del Norte in den Philippinen. Es wurde durch den Präsidentenerlass Nr. 279 am 23. April 2000 auf dem Gebiet der Stadt Dapitan City eingerichtet. Das Jose Rizal Memorial Protected Landscape wurde zu Ehren des philippinischen Nationalhelden José Rizal eingerichtet. Es umfasst eine Fläche von 439 Hektar und eine umlaufende Pufferzone mit 15 Hektar Größe. Das Gebiet wird von der Jose Rizal Memorial State University betreut.
Im Naturschutzgebiet liegt das Wohnhaus, das Rizal während seiner Verbannung zugewiesen war und an der Küste der Sulusee steht. Auch wurde ein Gedenkstein errichtet, der an seine Anwesenheit 1894 bis 1896 erinnert.